# Jeillo Edwards
Jeillo Angela Doris Edwards (Freetown, Sierra Leona, 23 de septiembre de 1942-Londres, Inglaterra, 2 de julio de 2004) fue una actriz británica, la primera mujer negra de ascendencia africana que estudió actuación en la Guildhall School of Music and Drama de Londres. Fue una de las primeras actrices de color de la popular serie de televisión británica Dixon of Dock Green. Trabajó durante más de cuarenta años en el cine, radio, televisión y teatro del Reino Unido.

## Biografía
Tenía cinco hermanos y estudió en su ciudad natal en la escuela Annie Walsh Memorial School. A fines de la década de 1950 emigró a Inglaterra y estudió actuación en la Escuela de Música y Teatro Guildhall. Ya a la edad de 4 años Edwards leía la Biblia en la iglesia adonde concurría y era reconocida por su particular voz y su tono imperativo. Trabajó en la BBC World Service para África, que se emitía desde el Reino Unido. En este país se hizo popular en la televisión, en la que fue la primera mujer negra en aparecer, así como el primer descendiente de africanos en actuar en la serie Policía de barrio, radio y en el teatro del país.
Posteriores apareció realizando cameos en varias series británicas de comedia como The League of Gentlemen, Absolutamente fabulosas, Enano rojo, Black Books, Spaced y Little Britain. 
Además de actuar, en una época trabajó en la administración de una escuela y tuvo un restaurante llamado Auntie J's en Brixton.
A comienzos de la década de 1970 se casó con el ghanés, Edmund Clottey, con el que tuvo una hija y dos hijos.
Jeillo Edward, que padecía una afección crónica de riñones, falleció en Londres el 2 de julio de 2004.

## Filmografía
- Negocios ocultos (2002)  .... Mujer de la limpieza en hospital
- Anansi   .... tía Vera (2003)
- Paris, Brixton   .... Propietaria (cortometraje, 1997)
- Beautiful Thing    .... Rose (1996)
- The Line, the Cross and the Curve   .... Bailarina de episodio 'Eat the Music' (cortometraje, 1993)
- Memorias de una superviviente   .... Mujer en el puesto de diarios (1981)
- Black Joy    …Auntie (1977)

## Televisión
Intérprete
- Little Britain   .... Nurse (1 episodio, 2003)
- M.I.T.: Murder Investigation Team   .... Agnes Welsh (1 episodio, 2003)
- Murder in Mind   .... Phyllis (1 episodio, 2003)
- Absolutamente fabulosas   .... Jeillo (1 episodio, 2001)
- Sam's Game   .... Mumma (1 episodio, 2001)
- Spaced   .... Empleada (1 episodio, 2001)
- Black Books    .... Ama de casa (1 episodio, 2000)
- The Thing About Vince   .... Sra. Cuffy (2 episodios, 2000)
- The League of Gentlemen   .... Yvonne (1 episodio, 2000)
- Lenny Blue   (serie, 2000) .... Mujer enojada
- Enano rojo   ....Controladora 2 (1 episodio, 1999)
- A Rather English Marriage   (película de televisión, 1998 ) .... Hermana
- Babes in the Wood   .... Dama nigeriana (1 episodio, 1998)
- In Exile    .... Madre (1 episodio, 1998)
- Holding On   .... Tía Gaynor (5 episodios, 1997)
- A Skirt Through History    .... Mary Prince (1 episodio, 1994)
- Screen One    (2 episodios, 1992- 1994)
- Sob Sisters    .... Mujer con perro (1 episodio, 1989)
- Casualty    .... Abuela ... (3 episodios, 1989–1997)
- Rumpole of the Bailey    .... Lady Cashier (1 episodio, 1988)
- London's Burning    .... Sra. Jones (1 episodio, 1988)
- Policía de barrio    .... Clarice Paine (5 episodios, 1987–2000)
- Elphida   (televisión, 1987) .... Mujer somalí
- Scoop    (película de televisión, 1987) .... Sra.. Jackson
- Woke Up One (1985, 3 episodios) …Connie
- Tripper's Day ( 1984, 1 episodio) …Madre de Dottie
- Hammer House of Mystery and Suspense   .... Propietaria (1 episodio, 1985)
- Maybury    .... Sra. Galsworthy (1 episodio, 1983)
- Love Is Old, Love Is New   (televisión, 1982) .... Mucama
- Play for Today    .... Lucy  ... (2 episodios, 1975–1980)
- Angels    .... Sra. Jobo (2 episodios, 1975–1980)
- Empire Road   ... Mary O'Fili (1 episodio, 1979)
- Room Service    .... Sra. McGregor (7 episodios, 1979)
- Los profesionales .... Mujer de Indias orientales (1 episodio, 1978)
- Betzi    (película de televisión, 1978) .... Sarah
- Centre Play    .... Enfermera (2 episodios, 1976–1977)
- Dixon of Dock Green    .... Mrs. Morgan (1 episodio, 1972)